# Бейсбол на Олімпійських іграх
Бейсбол на Олімпійських іграх дебютував (неофіційно) 1904 року на третій Олімпіаді сучасності. Загалом змагання відбулись на 15 Олімпіадах, останньою з яких стала Токійська. За весь час у змаганнях взяли участь 18 різних збірних, одна з яких — Японія брала участь в усіх офіційних змаганнях. Бейсбол частіше ніж інші види спорту був у програмі Ігор у статусі показових виступів, проте 1992 року, на іграх у Барселоні, вперше були розіграні медалі в цьому виді спорту.
На нараді МОК в липні 2005 року бейсбол та софтбол були позбавлені статусу олімпійського виду спорту. Постанова набула чинності від Олімпіади в Лондоні 2012 року.

У серпні 2016 року МОК схвалив проведення змагань з бейсболу на Олімпійських іграх 2020 року в Токіо.

## Історія
Перші змагання з бейсболу на Олімпійських іграх пройшли 1904 року. Через вісім років, в Стокгольмі команда США грала проти команди Швеції та перемогла 13-3. На Олімпіаді в Берліні грали дві американські команди. На Олімпіаді в Гельсінкі 1952 як показовий вид була представлена песапалло (фінська гра, що нагадує бейсбол), в який грали дві фінські команди. Австралія зіграла один показовий матч проти команди США на іграх 1956, а на іграх 1964 року зіграли команди Японії й США.
Через 20 років після цього на Олімпіаді 1984 бейсбол був представлений знову, як і на наступних іграх в Сеулі.
Офіційно бейсбол увійшов у програму Олімпіад починаючи з Олімпіади 1992, тоді брало участь 8 команд. Професійні гравці до змагань не допускалися. Формат змагань з того часу залишився практично незмінним, проте 2000 року до змагань допустили професіоналів.

## Кваліфікація
Команді країни-організатора Олімпіади гарантоване місце на змаганнях. Решта сім місць визначаються через кваліфікаційні змагання. Америка отримує два місця, Європа та Азія — по одному. Останні три місця отримують три найкращих команди додаткового загального турніру, в якому беруть участь третя та четверта команди з Америки, друга та третя команди Європи, а також друга та третя команди Азії, найкраща команда Африки та найкраща команда Океанії.

## Медалі
| Місце  | Країна                  | Золото | Срібло | Бронза | Загалом |
| ------ | ----------------------- | ------ | ------ | ------ | ------- |
| 1      | Куба (CUB)              | 3      | 2      | 0      | 5       |
| 2      | США (USA)               | 1      | 0      | 2      | 3       |
| 3      | Південна Корея (KOR)    | 1      | 0      | 1      | 2       |
| 4      | Японія (JPN)            | 0      | 1      | 2      | 3       |
| 5      | Австралія (AUS)         | 0      | 1      | 0      | 1       |
| 5      | Китайський Тайбей (TPE) | 0      | 1      | 0      | 1       |
| Всього | Всього                  | 6      | 6      | 6      | 18      |